# 1-й окремий польовий вузол зв'язку (Україна)
1-й окремий польовий Проскурівський вузол зв'язку (1 ОПВЗ, в/ч А0565) — частина військ зв'язку центрального підпорядкування. Головне призначення частини забезпечення зв'язком Генерального штабу.

## Історія
Після розпаду СРСР у 1992 році, 113 Проскурівська двічі Червонопрапорна бригада зв'язку увійшла до складу Збройних сил України.
Завдяки майстерності зв’язківців, підрозділи саме цієї частини свого часу[коли?] були включені до складу Об’єднаних сил швидкого реагування.
З 1997 по 2000 рік бригада брала участь у спільних заняттях зі зв'язку у рамках програми Україна-НАТО «Партнерство заради миру».
Під час комплексного тактико-спеціального навчання «Форпост-2002» зв'язківці обслуговували Генштаб.
Військовослужбовців частини показали високі результати у навчанні «Рішуча дія–2008», де гідно виконали завдання по забезпеченню зв’язку. Частина є володарем кубка служби військ.
Зв'язківці брали участь у військових навчаннях «Взаємодія-2010», «Адекватне реагування-2011».
Станом на 2018 рік, військова частина дислокувалася в Києві. А на території військового містечка в Гостомелі було розміщено новостворену бригаду швидкого реагування НГ.

## Традиції
З 18 листопада 2015 року, в рамках загальновійськової реформи, з найменування було виключено радянські почесні назви. За указом Президента України повна офіційна назва з'єднання: 1 окремий польовий Проскурівський вузол зв’язку.

## Командири
- полковник Борис Грушевський
- полковник Валерій Янчук
- полковник Едуард Віталійович Кузнєцов
- полковник Євген Михайлович Кубрак
- полковник Андрій Юрійович Чекан
- полковник Олексій Григорович Науменко
- полковник Анатолій Васильович Мотрич[5]